# The Carpet Knights
The Carpet Knights (ijdele ridders) is een Zweedse muziekgroep uit de omgeving van Malmö. De band is opgericht rond 1998. Sinds die tijd spelen ze retro-progressieve rock/spacerock met de nadruk op rock. Eén of meerdere leden van de band spelen /speelden (weleens) mee met een andere band uit het Øresund-gebied: Øresund Space Collective. De band geldt als een doorgangshuis alleen Jocke en Tobbe zijn er vanaf het begin bij geweest.
Leden (2009):
- Joakim "Jocke" Jönsson – gitaar
- Magnus "Manne" Nilsson – zang en dwarsfluit
- Pär Hallgren – basgitaar
- Pelle Engval – slagwerk
- Tobias "Tobbe" Wulff – gitaar en geluidseffecten

## Discografie
- 2005: Lost And So Strange Is My Mind
- 2009: According to Life